# Kristalloscillator

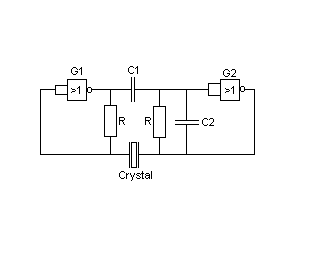
En kristalloscillator

Kristalloscillator kallar man en elektrisk krets som självsvänger med hjälp av en kristall. Bilden visar en tänkbar realisering av en sådan där vi utnyttjar två NOR-grindar (G1 och G2) kopplade som inverterare. Kretsen får gärna jämföras med en astabil multivibrator. Detta för att analogin är överväldigande. Till exempel väljs C2 som:
{\displaystyle C2={\frac {1}{2\pi Rf_{0}}}}Farad
vilket innebär att R//C2 får en pol vid 1/wo och är då öppen vid resonansfrekvensen fo. Vidare väljs C1 sådan att dess reaktans är försumbar vid fo. Vilket för oss tillbaka till den astabila multivibratorn.